# برونو جياكوميتي
برونو جياكوميتي (بالإنجليزية: Bruno Giacometti)‏ (مواليد 24 أغسطس 1907 في سويسرا - 21 مارس 2012 في سويسرا)، هو مهندس معماري سويسري، وهو شقيق الفنانان ألبرتو جياكوميتي ودييغو جياكوميتي وهو ابن الفنان جيوفاني جياكوميتي. كان من أبرز المهندسين المعماريين في سويسرا بعد الحرب العالمية الثانية.